# Christian Levin Sander

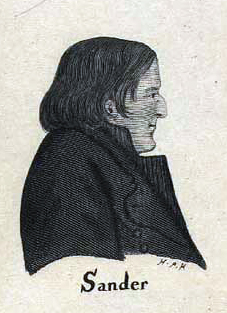
Christian Levin Sander

Christian Levin Sander, auch Levin (Laevinus) Christian Sander, Christian Friedrich Sander (* 13. November 1756 in Itzehoe; † 29. Juli 1819 in Kopenhagen) war ein deutscher und dänischer Dichter und Pädagoge. Anfänglich veröffentlichte er überwiegend unter den Pseudonymen: „Dr. Eckstein“, „Magister Rosengluth“ oder „Christoph Bachmann“.

## Leben
Da Sander von früher Kindheit an kränklich war, besuchte er nur unregelmäßig die Schule. Als Autodidakt entwickelte er bald eine Vorliebe zur schönen Literatur. Als Hauslehrer unterrichtete er ab 1774 bei Martin Ehlers in Altona, dem Rektor des dortigen Christianeums, durch den er die Bekanntschaft von Friedrich Gottlieb Klopstock, Johann Heinrich Voß, Matthias Claudius, Johann Christoph Unzer und den Brüdern Christian und Friedrich Leopold Graf zu Stolberg machte. Von 1776 an studierte Sander an der Kieler Universität, bevor er 1778 als Lehrer und Erzieher an das Dessauer Philanthropin wechselte. Nach erneuter Erkrankung und einem längeren Aufenthalt bei Johann Wilhelm Ludwig Gleim in Halberstadt ging Sander 1784 als Hauslehrer des Staatsministers Christian Detlev Graf von Reventlow nach Kopenhagen, das er nie wieder verlassen sollte. 1789 trat er in den dänischen Staatsdienst ein; zunächst als Bevollmächtigter bei der Königlichen Kreditkasse, seit Ende August 1791 als Sekretär der dänischen Wegekommission.
Als das Pädagogische Seminar für die Ausbildung der Lehrer an Gelehrtenschulen gegründet wurde, erhielt Sander im Januar 1800 eine Professur für Pädagogik und Rhetorik; außerdem lehrte er dort deutsche Sprache und Literatur. 1811 wurde das Seminar der Universität Kopenhagen angegliedert, als deren erster „Germanist“ Sander heute gilt.
Bereits mit neunzehn Jahren verfasste Sander 1775 sein erstes Drama Golderich und Tasso; in der Dessauer Periode folgte eine Reihe von Stücken für die Schulbühne. Bekannt wurde er jedoch vor allem als Dichter des ersten dänischen Historiendramas in dänischer Sprache: 1797 wurde er durch die Uraufführung seines „nationalen Trauerspiels“ Niels Ebbesen af Nörreriis (deutsche Fassung von Sander 1798), gleichzeitig seine erste Dichtung in dänischer Sprache, über Nacht zum gefeierten dänischen Nationaldichter. Dieses Drama um einen historischen, deutsch-dänischen Konflikt des Mittelalters blieb zeit seines Lebens sein größter Erfolg; bis 1834 stand es regelmäßig auf dem Spielplan des Kopenhagener Königlichen Theaters. An den Erfolg des Ebbesen wollte Sander 1809 mit seinem zweiten deutsch-dänischen Mittelalterdrama anknüpfen: Knud, Danmarks Hertug (deutsch von Sander 1810/11). Doch das Stück wurde nach wenigen Vorstellungen abgesetzt.
Als Romanautor trat Sander mit dem dreibändigen Roman Geschichte meines Freundes, Bernhard Ambrosius Rund hervor (1783/84), sowie mit einer Gargantua-Bearbeitung nach Rabelais und Johan Fischart. Ein umfangreiches Œuvre kleinerer z. T. lyrischer Dichtungen, Lieder, Schwänke und Fabeln in deutscher Sprache veröffentlichte er in Wielands Teutschem Merkur, dem Musenalmanach von Voß, in Heinrich Christian Boies Deutschem Museum und Friedrich Gedike und Johann Erich Biesters Berlinischer Monatsschrift. Während der englischen Angriffe auf Kopenhagen 1801 und 1807 schrieb Sander eine Reihe patriotischer deutsch- und dänischsprachiger Kriegslieder; in den letzten Lebensjahren schrieb er bevorzugt geistliche (Gelegenheits-)Dichtung.
Daneben arbeitete Sander auch als Übersetzer zeitgenössischer dänischer Dichter ins Deutsche (u. a. Texte Jens Baggesens, Knud Lyhne Rahbeks, Johannes Ewalds, Christen Henriksen Prams), aber auch Mendel Levin Nathansons Leben des Hofraths David Amsel Meyer. Sander veröffentlichte außerdem seine pädagogischen Vorlesungen, Aufsätze zur Pädagogik und Ästhetik, ein Lehrbuch der deutschen Sprache und mehrere Abhandlungen zur Deklamationskunst.
Sander war zweimal verheiratet: Am 9. August 1802 heiratete er Johanna Augusta Charlotte Amalia von Grube (* 23. August 1775 in Kopenhagen; † 5. April 1818 in Kopenhagen). Nach deren Tod heiratete Sander noch wenige Monate vor seinem Tod, am 19. März 1819, Maria Sophie Baronesse de Clozell (* 4. Juli 1769 in Kopenhagen; † 16. April 1834 in Roskilde).

## Werke
- Golderich und Tasso. Trauerspiel, Flensburg und Leipzig 1778
- Geschichte meines Freundes, Bernhard Ambrosius Rund. 3 Bände. Hamburg 1784
- Gargantua und Pantagruel. 3 Bände. Hamburg 1785–1787
- Niels Ebbesen af Nörreriis. Et Sörgespil. Kopenhagen 1798; 1799 (dt. Ebbesen v. Nörreriis. Trauerspiel. Kopenhagen 1798; Graz 1799)
- Eropolis. Lyrisk Skuespil. Kopenhagen 1803 (dt. Eropolis. Lyrisches Schauspiel. Kopenhagen / Leipzig 1804)
- Knud, Danmarks Hertug. Et Sørgespil. Kopenhagen 1808; dt. Knud Laward. Trauerspiel. 2 Teile, Leipzig 1810
- Forelæsninger over Shakspeare og hans Sørgespil Macbeth. Kopenhagen 1804
- Odeum: eller Declamerekonstens Theorie. Kopenhagen 1808; 2. Aufl. 1819
- Polyhymnia, Euterpe og Theone; eller theoretisk Sammenligning af Musik, Rhytmik og Declamerekonst. Kopenhagen 1813